# تل تشنغي سفلي
تل تشنغي سفلي هي قرية في مقاطعة سميرم، إيران. يقدر عدد سكانها بـ 12 نسمة بحسب إحصاء 2016.